# Cahuenga Pass

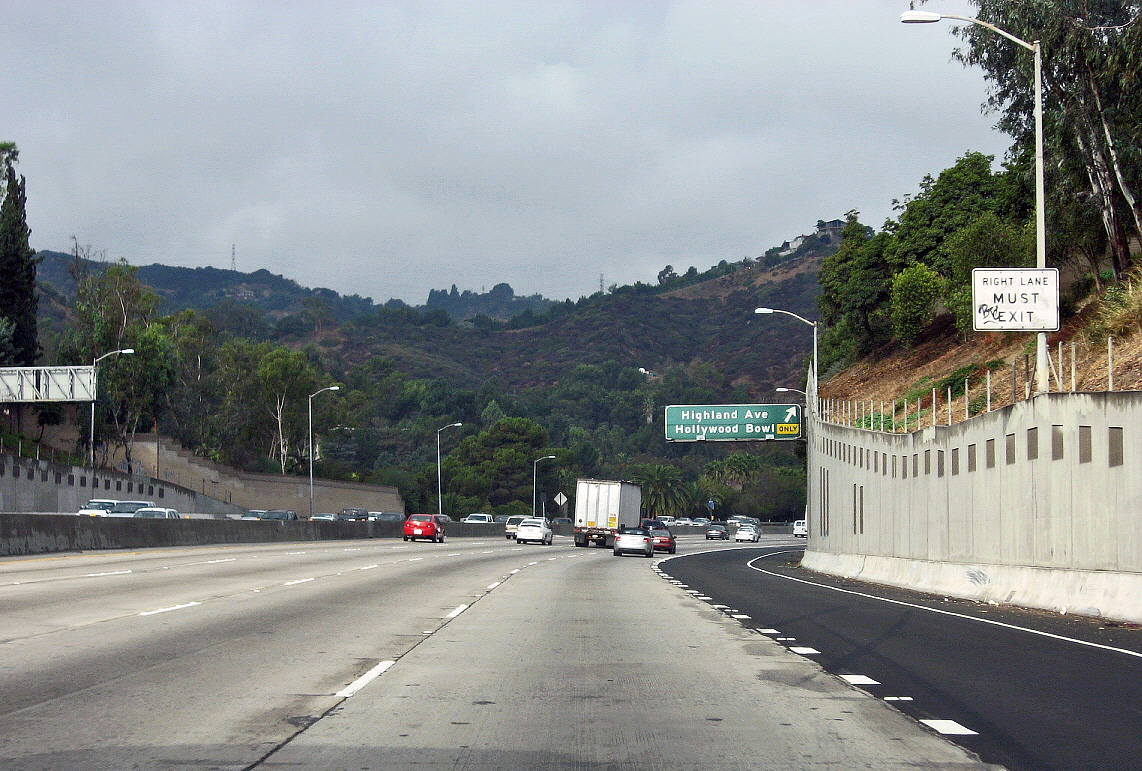

Cahuenga Pass (IPA: [kə'wɛŋgə]) (från Tongva-språket) 227 m ö.h. är ett bergspass som passerar genom den östra delen av Santa Monica Mountains norr om stadsdelen Hollywood i Los Angeles, Kalifornien, USA.
Passet förbinder Los Angeles-slätten med San Fernando Valley via "Hollywood Freeway"/U.S. Route 101 och Cahuenga Boulevard. Det är det lägsta passet genom bergskedjan.